# 몬테네그로 축구 협회
몬테네그로 축구 협회(몬테네그로어: Fudbalski savez Crne Gore / Фудбалски савез Црне Горе, FSCG / ФСЦГ)는 몬테네그로의 축구를 관할하는 기구이다. 수도 포드고리차에 본부를 두고 있다.
FSCG는 몬테네그로 1부 리그, 2부 리그, 3부 리그를 주관하며, 이들 리그에는 총 45개의 클럽이 소속되어 있다. 또한, 몬테네그로 여자 리그와 남녀 몬테네그로 컵 대회를 조직하며, 몬테네그로 축구 국가대표팀과 몬테네그로 U-21 축구 국가대표팀을 운영하고 있다.
FSCG는 1931년 유고슬라비아 축구 협회의 산하 단체로 설립되었다. 2003년부터 몬테네그로가 2006년 독립을 선언할 때까지는 세르비아 몬테네그로 축구 협회의 산하 단체로 존재했다. 이후 2007년 1월에는 독립된 UEFA 회원이 되었고, 같은 해 5월에는 FIFA 회원 자격을 획득했다.
전직 축구 선수 데얀 사비체비치는 2004년부터 FSCG 회장직을 맡고 있다. 몬테네그로의 클럽 팀은 아직까지 유럽 클럽 대회 본선에 진출한 적이 없으며, 국가대표팀 역시 UEFA 유럽 축구 선수권 대회나 FIFA 월드컵 본선에 진출한 전력이 없다.

## 역사
몬테네그로 축구 협회는 1931년 3월 8일, 유고슬라비아 축구 협회의 하위 조직으로서 체티녜 축구 산하 협회(몬테네그로어: Cetinjski fudbalski podsavez)라는 이름으로 창립되었다.
이 협회는 유고슬라비아 축구 협회, 이후 FR 유고슬라비아 축구 협회, 세르비아 몬테네그로 축구 협회의 일원으로 기능하였다. 2006년 6월, 몬테네그로가 독립 국가가 되면서 같은 해 6월 28일, 협회는 독립적인 조직이 되었다. FSCG는 2006년 6월 30일, UEFA와 FIFA에 회원 가입을 신청하였고, 2007년 1월 26일 UEFA에, 5월 31일에는 FIFA에 가입하였다.

## FSCG 훈련 센터 및 풋볼 하우스
2008년부터 몬테네그로 축구 협회는 발칸반도에서 가장 현대적인 훈련 시설 중 하나를 소유하고 있다. 이 훈련 센터는 2007년에 건설되었으며, 총 면적은 54,000㎡에 달한다. 포드고리차 외곽의 체모브스코 평야, 스타리 아에로드롬과 코니크 사이에 위치하고 있다. 센터는 관중석과 조명 시설을 갖춘 6개의 경기장과 몬테네그로 축구 협회의 본부 건물인 풋볼 하우스로 구성되어 있다.
이 훈련 캠프는 현재 몬테네그로 축구 시스템 전체에 있어 중요한 자산으로 평가받고 있다. 이곳은 남녀 몬테네그로 국가대표팀 전 부문이 사용하는 훈련장이며, 포드고리차의 여러 클럽들도 이 시설을 이용하고 있다. 구장은 몬테네그로 1부 리그 경기와 UEFA 주관 유소년 대회 기준을 충족한다.

### 풋볼 하우스
풋볼 하우스(몬테네그로어: Kuća fudbala)는 몬테네그로 축구 협회의 본부 건물이다. 이 건물은 2016년 5월 21일에 공식 개관하였다.
총 3,240㎡ 규모의 이 건물에는 리셉션 공간, 축구 박물관, 기자회견장, FSCG 공식 방송국(TV FSCG)의 스튜디오, 행정 사무실, 회의실 등 현대적인 시설이 갖추어져 있다. 풋볼 하우스는 몬테네그로 축구의 행정 중심지로서, 협회의 주요 운영과 홍보 기능을 수행하고 있다.